# Bandera de Ayaria
La bandera de Ayaria es la bandera oficial de esta región autónoma de Georgia. Alterna franjas blancas y azules con la bandera de Georgia en el ángulo superior izquierdo. Las franjas azules representan el mar Negro y las blancas la pureza. La bandera fue adoptada por el Consejo Supremo de Ayaria el 20 de julio de 2004.

## Banderas históricas

Bandera de la RSSA de Ayaria
Bandera de 1990—2000
Bandera de 2000—2004

- Datos: Q862088
- Multimedia: Flags of Adjara / Q862088